# Khu Galicia

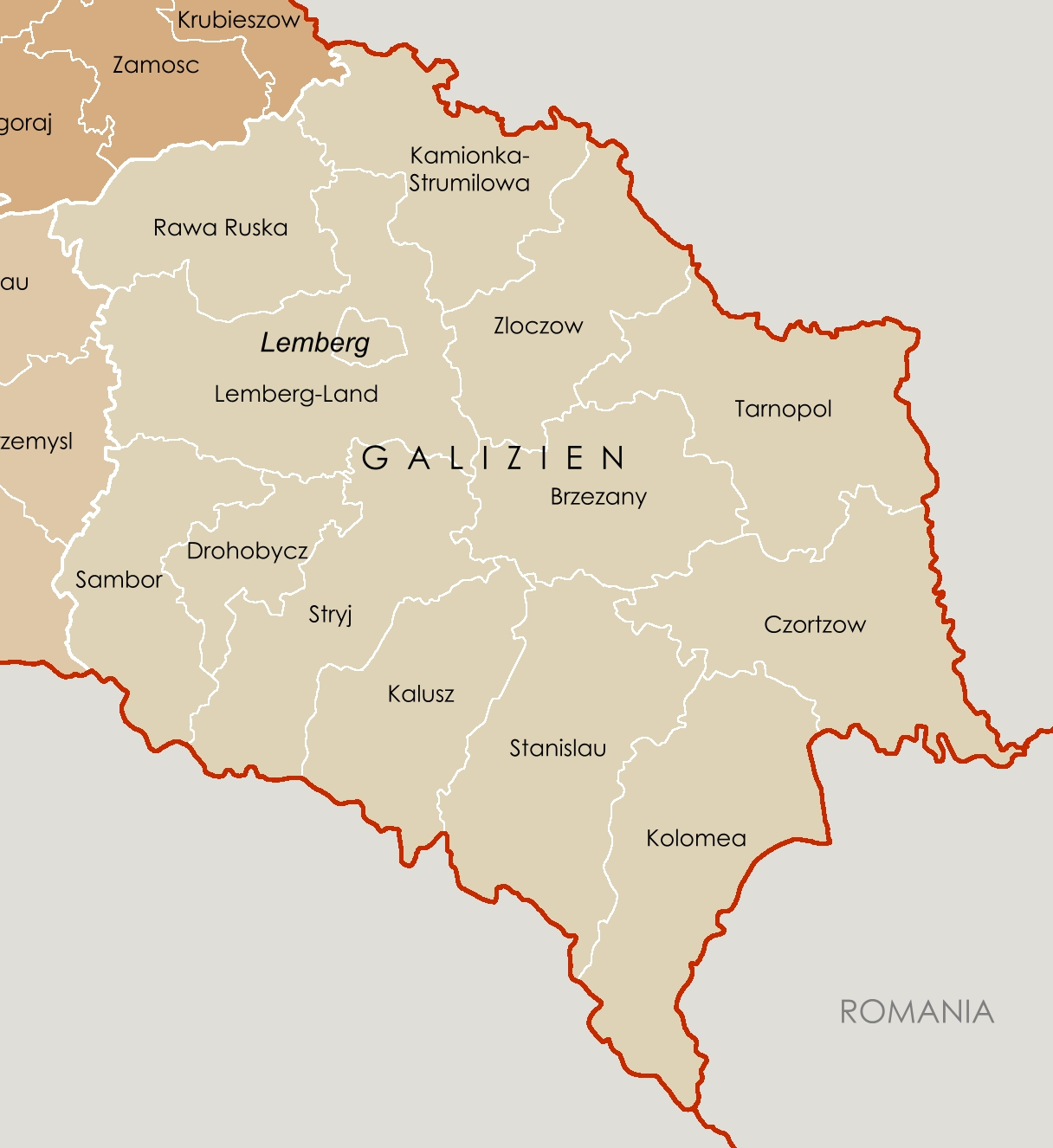
Phân chia hành chính của khu Galicia

Khu Galicia (tiếng Đức: Distrikt Galizien, tiếng Ba Lan: Dystrykt Galicja, tiếng Ukraina: Дистрикт Галичина) là một đơn vị hành chính của Phủ Tổng đốc Ba Lan do Đức Quốc Xã lập ra vào ngày 1 tháng 8 năm 1941 sau khi bắt đầu Chiến dịch Barbarossa. Khu này có nền tảng lỏng lẻo trong biên giới của Thân vương quốc Galicia và gần hơn là của Vương quốc Galicia và Lodomeria. Ban đầu, khi Đức và Liên Xô xâm chiếm Ba Lan, lãnh thổ tạm thời do Liên Xô chiếm đóng vào năm 1939 với vị thế là một phần của Ukraina Xô viết.
Adolf Hitler thành lập thủ phủ tại Lemberg (Lviv), và khu này tồn tại từ năm 1941 đến năm 1944. Nó không còn tồn tại sau cuộc phản công của Liên Xô.

## Lịch sử
Khu Galicia chủ yếu bao gồm tỉnh Lwów trước chiến tranh của Cộng hòa Ba Lan thứ hai (ngày nay là một phần của Tây Ukraina). Lãnh thổ này bị Đức Quốc xã tiếp quản vào năm 1941 sau cuộc tấn công vào Liên Xô và được sáp nhập vào Phủ Tổng đốc Ba Lan, do Gauleiter Hans Frank cai trị kể từ cuộc xâm lược năm 1939. Khu vực này lại được Liên Xô tiếp quản vào năm 1944.
Địa bàn khu được quản lý bởi em rể của Frank là Karl Lasch từ ngày 1 tháng 8 năm 1941 đến ngày 6 tháng 1 năm 1942, và bởi Brigadeführer SS Tiến sĩ Otto Wächter từ ngày 6 tháng 1 năm 1942 đến tháng 9 năm 1943. Wächter sử dụng thủ phủ khu Lemberg làm căn cứ tuyển quân cho Sư đoàn xung kích Waffen số 14 của SS Galicia (Ukraina số 1). Trong quá trình diễn ra Holocaust ở Ba Lan bị chiếm đóng bắt đầu từ năm xảy ra cuộc xâm lược, các khu ghetto tiêu diệt người Do Thái lớn nhất đã được lập ra ở Lwów (Lemberg) và ở Stanisławów (Stanislau).

## Thống đốc
| No. | Chân dung       | Thống đốc                | Nhậm chức           | Rời chức           | Thời gian tại nhiệm |
| --- | --------------- | ------------------------ | ------------------- | ------------------ | ------------------- |
| 1   | Karl Lasch [de] | Karl Lasch (1904–1942)   | 1 tháng 8 năm 1941  | 6 tháng 1 năm 1942 | 5 tháng             |
| 2   | Otto Wächter    | Otto Wächter (1901–1949) | 22 tháng 1 năm 1942 | tháng 8 năm 1944   | 2 năm, 6 tháng      |